# Révision au fond
Von einer révision au fond spricht man im Internationalen Zivilverfahrensrecht, wenn ein Gericht bei der Anerkennung bzw. Vollstreckbarerklärung ausländischer Gerichtsentscheidungen oder von Schiedssprüchen diese Entscheidungen in rechtlicher und tatsächlicher Hinsicht nachprüft.
Eine révision au fond ist in Deutschland und vielen anderen Staaten verboten. Ausnahmen von diesem Grundsatz sind streitig.

## Fundstellen
Dieses Verbot ist in Art. 29 und 34 Abs. 3 EuGVÜ sowie in Art. 36 und 45 Abs. 2 EuGVVO in Bezug auf Anerkennung und Vollstreckbarerklärungsverfahren normiert (für Familiensachen in Art. 19 EheGVO). Die Vorschriften lauten jeweils: „Die ausländische Entscheidung darf keinesfalls in der Sache selbst nachgeprüft werden.“
In der Zivilprozessordnung (ZPO) findet sich eine ausdrückliche Regelung nur in § 723 Abs. 1 ZPO bezüglich der Vollstreckbarerklärung ausländischer Entscheidungen („Das Vollstreckungsurteil ist ohne Prüfung der Gesetzmäßigkeit der Entscheidung zu erlassen“).
Bezüglich der Anerkennung ausländischer Entscheidungen ist das Verbot der révision au fond in der ZPO nicht ausdrücklich geregelt, gilt aber unstreitig auch dort.
Für das Schiedsverfahrensrecht ergibt sich das Verbot der révision au fond für ausländische Schiedssprüche aus der abschließenden Aufzählung in Art. V des New Yorker Übereinkommens über die Anerkennung und Vollstreckung ausländischer Schiedssprüche von 1958. Für inländische Schiedssprüche ist die révision au fond nach § 1059 Abs. 2 ZPO verboten. Die dortige abschließende Liste basiert auf Art. 34 Abs. 2 des UNCITRAL-Modellgesetzes über die internationale Handelsschiedsgerichtsbarkeit von 1985. Sie entspricht damit der Liste in Art. V des New Yorker Übereinkommens.
Ein Verbot der révision au fond ist auch im anglo-amerikanischen Rechtskreis anerkannt
und gilt in Frankreich seit der Entscheidung Munzer / Munzer aus dem Jahr 1964.

## Verhältnis zwischen dem Verbot derrévision au fondund der Prüfung von Anerkennungshindernissen
Das Verhältnis zwischen dem Verbot der révision au fond und der Prüfung von Anerkennungshindernissen lässt sich auf drei Weisen beschreiben.
- Erstens werden die Anerkennungshindernisse allgemein als Ausnahme vom allgemeinen Verbot der révision au fond angesehen.[4] Zwar wurde teilweise die Gegenansicht vertreten, das Verbot der révision au fond sei auch bei der Prüfung von Anerkennungshindernissen unmittelbar zu beachten[5] – dadurch liefe jedoch die Prüfung jeglicher Anerkennungshindernisse im Ergebnis ins Leere.

- Zudem lassen sich die Anerkennungshindernisse als Voraussetzung des Verbots der révision au fond verstehen: „Denn nur das Filter der Anerkennungserfordernisse ermöglicht es letztlich, dass auf eine weitere Nachprüfung verzichtet wird.“[6]

- Drittens werden verschiedene Ansichten zu der Frage vertreten, ob das Verbot der révision au fond bei der Auslegung von Anerkennungshindernissen als Wertungsmaßstab zu berücksichtigen ist.[7] Nach einer Auffassung dürfen Anerkennungskontrollen nur insoweit mit einer möglichen geringen Rechtsprechungsqualität im Erststaat gerechtfertigt werden, wie das jeweilige Anerkennungshindernis konkret auf die Ursache der geringen Rechtsprechungsqualität zugeschnitten ist.[8]